# European Circular Bioeconomy Fund
Der European Circular Bioeconomy Fund (ECBF) ist der erste Risikokapitalfonds in Europa, der sich ausschließlich der Bioökonomie und der Kreislaufwirtschaft widmet. Der ECBF wurde 2019 gegründet und konzentriert sich auf europäische und mit Horizon 2020 assoziierte Länder. Ursprünglich mit einem Gesamtvolumen von 250 Millionen Euro geplant, überzeichnete der Fonds mit einem Gesamtvolumen von 300 Millionen Euro. Als Spätphaseninvestor investiert der ECBF in Wachstumsunternehmen. In der Regel betragen die Investitionen des ECBF in Portfoliounternehmen zwischen zwei Millionen Euro und 20 Millionen Euro.

## Das Unternehmen
Als öffentlich-privater Fonds hat der ECBF insgesamt 26 Investoren. Ein Drittel des Fondsvolumens kommt von der Europäischen Investitionsbank. Die übrigen 200 Millionen Euro wurden von BÜFA, BUNGE, Volkswohl Bund, BNP Paribas, NRW.BANK, Landwirtschaftliche Rentenbank, Allianz France, Invest NL, GC Ventures, Firmenich, Telos managed by Stellar Impact, Bellevue Investments, Neste, Nestlé, Corbion, Dr. Hettich Beteiligungen, Koehler Group, Prezero und HEINO eingebracht. Darüber hinaus gibt es sechs weitere Investoren.

## Investitionen
Seit Beginn des Fonds hat die ECBF in Prolupin, Peel Pioneers, Aphea.Bio, Nuritas, Elicit Plants, Protix, In Ovo, Biosyntia und Trapview investiert.